# Пасбищен хребет
Пасбищният хребет (на руски: Пастбищный хребет) е нископланински хребет в северозападната част на планината Голям Кавказ, разположен на териториите на Кабардино-Балкария, Карачаево-Черкесия, Адигея, Краснодарски и Ставрополски край, Северна Осетия, Ингушетия, Чечения и Дагестан в Русия.
Простира се от северозапад (долината на река Псебелс, ляв приток на Кубан) на югоизток (долината на река Сулак) на протежение от 755 km, като е предпоследен северен хребет на планината Голям Кавказ. На юг и успоредно на него е разположен значително по-високия Скалист хребет, а северно и също успоредно – най-ниския и най-външен Лесист хребет. Склоновете му имат асиметричен характер и представлява типичен куест с полегати южни и стръмни северни склонове. Височината му варира между 1200 и 1500 m. Към него се отнасят и по-малките по дължина хребети Боргустан и Днинал, като в последния се издига връх Горен Джинал 1542 m (43°50′29″ с. ш. 42°51′21″ и. д. / 43.841389° с. ш. 42.855833° и. д.), разположен югоизточно от град Кисловодск, на границата между Кабардино-Балкария и Ставрополски край. От долинитена реките, които го проломяват е поделен на 24 отделни части. Изграден е основно от горнокредни варовици.